# Unholy Terror
Unholy Terror är ett musikalbum av musikgruppen W.A.S.P., utgivet 2001.

## Låtförteckning
1. "Let it Roar" - 4:40
2. "Hate To Love Me" – 4:07
3. "Loco-Motive Man" – 6:03
4. "Unholy Terror" – 2:01
5. "Charisma" – 5:25
6. "Who Slayed Baby Jane?" – 4:55
7. "Euphoria" – 3:19
8. "Raven Heart" – 3:46
9. "Evermore" – 6:10
10. "Wasted White Boys" – 6:49